# Кіт Інжир

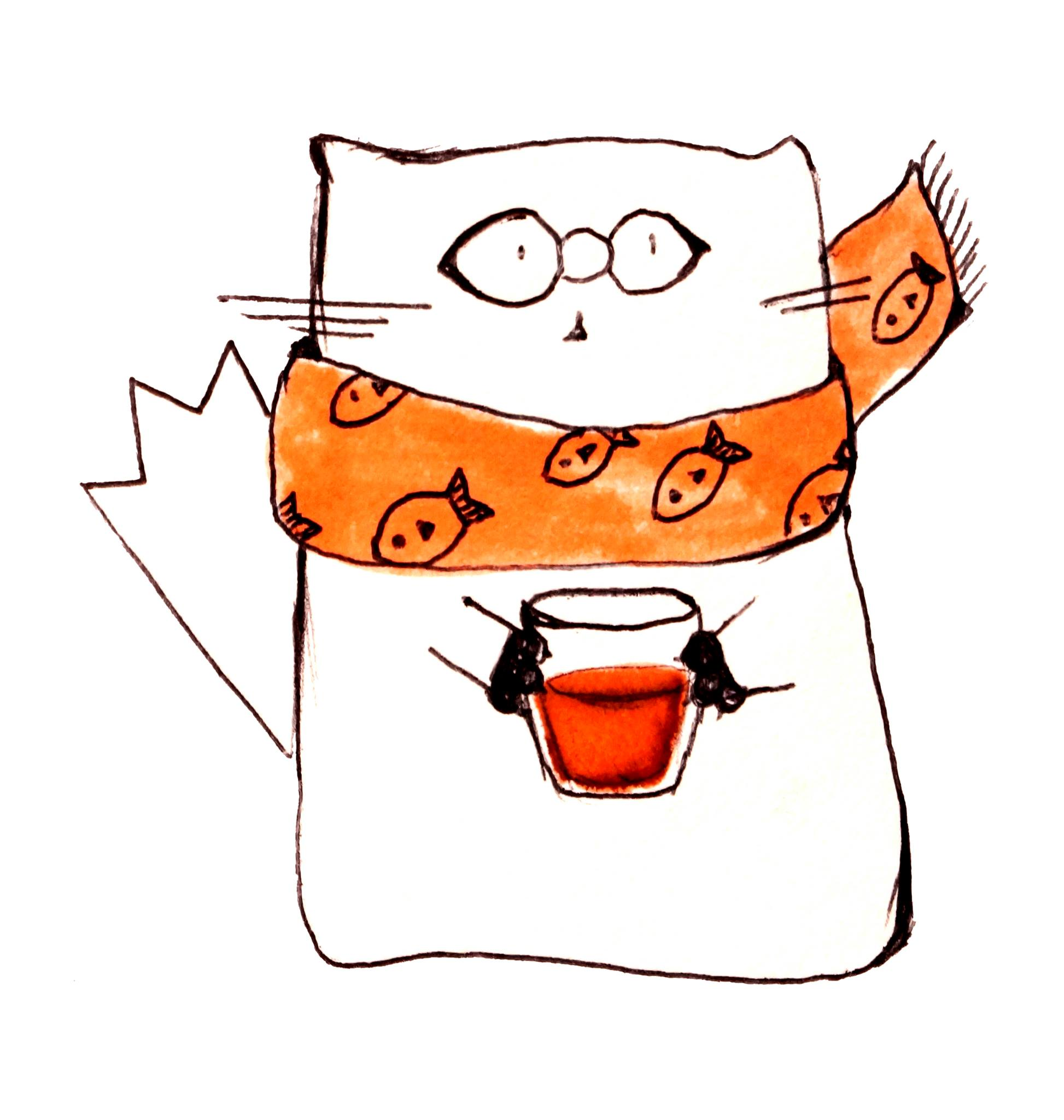
Кіт Інжир, вигляд. Автор — Олена Павлова

Кіт Інжир — комікс-персонаж в українському інтернеті, уявний кіт, який любить книжки, активно реагує на суспільні події, має особисті сторінки у соцмережах.
Сам персонаж виник у 2009 році, авторка — художниця та журналістка з Києва Олена Павлова . До малювання кота її спонукало бажання мати справжнього кота, але Олена не мала такої можливості. Інжир — від захоплення авторки цим фруктом і форми, яку нагадувала фігура кота на перших малюнках. Зображення із котом Інжиром активно поширюють користувачі українського Facebook. Малюнки кота супроводжуються висловами чи порадами актуальними на момент публікації або мотиваційними закликами, наприклад, до Дня незалежності України було гасло «У незалежній країні — не залежуйся».
Павлова називає кота Інжира «натуральним антидепресантом», оскільки створила його щоб покращити самопочуття себе і своїх читачів.

## Книжкові правила кота Інжира
Кіт Інжир відомий своїми порадами щодо читання. Веде власний книжковий блог на українських літературних сайтах ЛітАкцент, Читомо, Yakaboo. Афористичні підписи з різних малюнків авторка персонажа Олена Павлова зібрала для створення «25 книжкових правил кота Інжира».
1. Щороку треба читати стільки книжок, скільки важиш сам.
2. Книжки треба обирати, як коханців — за запахом.
3. Гроші, заплачені за книжки — це не витрати, а інвестиції.
4. Хорошу книжку завжди можна прочитати за ніч. (Джойса — за полярну ніч).
5. Краще читати хороші книжки замість поганих новин.
6. Хорошу книжку — до ліжка!
7. Хорошу книжку — до ліжка, до сумки, до думки.
8. Книжечки — це мандаринки для розуму.
9. Навіть 9 котячих життів замало, щоб читати ще й погані книжки.
10. Книжечки надають крила.
11. Книжечки допомагають мислити проти вітру.
12. Якщо замість фейсбука читати книжки, то можна і прочитати все, що накупив.
13. Вчені коти ходять не на ланцюзі по колу, а по бібліотеках.
14. Книжечки — знані афродизіяки. Киця з книжкою — це сексі. Бо не дурепа.
15. Британські вчені довели, що книжечки продовжують життя на багато сторінок.
16. Книжечки — як котики: товстенькі — найкрутіші.
17. Важкий рюкзак здається легшим, коли там хороша книжка.
18. Пиши тверезим, редагуй замість пиячити!
19. Не бійся заглядати у словник, там все одно нема потрібних слів.
20. Читайте вірші, з віршами — легше.
21. Будьте в «тренді». Книжка — наймодніший аксесуар у цьому сезоні.
22. Підбирайте одяг до палітурки книжки, яку ви сьогодні читаєте.
23. Найкращий спосіб чекання — читання.
24. Читай товстеньке!
25. Кохати — це знати її улюблену книжку.

## Виставки
Перша публічна виставка плакатів з котом Інжиром пройшла на фестивалі ГОГОЛЬFEST у Києві 20-27 вересня 2015. Було представлено 26 малюнків під назвою «Суші. Миші. Вільні Вірші» .